# Jan Liebbe Bouma
Jan Liebbe Bouma (Langerak, 4 juni 1889 - Bellville (Zuid-Afrika), 9 oktober 1971) was een Nederlands politicus.
Bouma werd geboren in 1889 te Langerak als zoon van de predikant Teije Bouma en van Johanna Helena van der Weerd. Hij studeerde rechten. Hij was een ambitieuze gereformeerde domineeszoon die als jong burgemeester in Drenthe goed aangeschreven stond, maar in de crisistijd naar eigen oordeel in de ARP onvoldoende kansen kreeg.

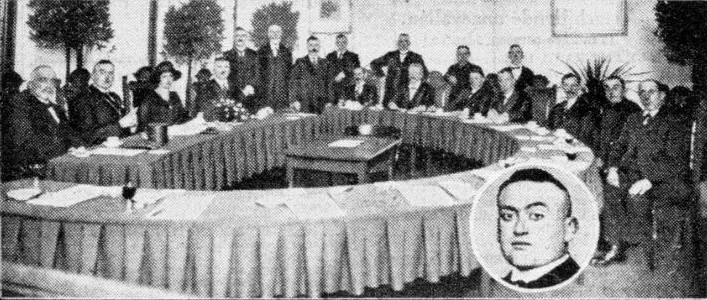
Mr. J. L. Bouma bij zijn installatie tot burgemeester van Hoogeveen, 1923

Voordat hij in 1923 tot burgemeester van Hoogeveen werd benoemd was hij advocaat in Driebergen, secretaris van de Raad van Arbeid te Zeist en docent aan het Lyceum aldaar en aan de Rijks Hogereburgerschool te Utrecht. Vanaf 1927 tot 1943 was hij burgemeester van Emmen.
Onder invloed van het nationaalsocialisme vervreemdde hij zich van zijn partij en zijn kerk en sloot zich in 1941 aan bij de NSB. Bouma was in de periode 1943-1945 als NSB'er twee jaar Commissaris der Provincie Drenthe, waarvoor hij na de Tweede Wereldoorlog drie jaar werd geïnterneerd in Kamp Westerbork. Zijn straf bleef beperkt, mede doordat hij ooit hulp had geboden aan gearresteerde landgenoten en mede door de vele brieven van relaties die een goed woordje voor hem deden. In 1948 werd hij door het Tribunaal in Assen veroordeeld tot drie jaar internering, verbeurdverklaring van vermogen tot een bedrag van f 15.000,-, ontzetting van het kiesrecht voor tien jaren en uit de bekleding van ambten. Zodoende kwam hij dus vrijwel direct weer op vrije voeten, woonde eerst nog in Emmen, maar verhuisde in 1949 naar Meerkerk. Nadien emigreerde hij naar Zuid-Afrika.
Bouma trouwde in 1915 te Doorn met Mathilda Augustina van Dijk.
Prof. dr. Peter Romijn vermeldt Jan Liebe Bouma in zijn boek Burgemeesters in oorlogstijd – besturen onder Duitse bezetting uit 2006.
- Biografisch Portaal: 19930045
- Parlement.com: vgy12s5wz8fp